# Ciclone Marcia
O ciclone tropical severo Marcia foi um poderoso ciclone tropical que atingiu a costa em sua força máxima no centro de Queensland, perto de Baía Shoalwater em 20 de fevereiro de 2015. O ciclone afetou várias áreas, incluindo Yeppoon e Rockhampton. Ele passou logo a oeste de Yeppoon como um sistema de categoria 4, depois atravessou a cidade regional de Rockhampton como um sistema de categoria 2 no mesmo dia. Por fim, o ciclone enfraqueceu, moveu-se para sudeste em direção ao mar, antes de se dissipar. Márcia causou pelo menos A$ 750 milhões (US$ 587 milhões) em danos.

## História meteorológica
O Bureau de Meteorologia (BoM) começou a monitorar uma baixa tropical que se desenvolveu dentro da cavado de monção a sudeste de Papua-Nova Guiné em 15 de fevereiro. O sistema derivou geralmente para o leste e se desenvolveu lentamente sob cisalhamento vertical moderado do vento, até que o Joint Typhoon Warning Center (JTWC) emitiu um alerta de formação de ciclones tropicais no início de 17 de fevereiro, quando a convecção profunda envolveu firmemente um centro bem definido. No final do mesmo dia, o BoM começou a emitir boletins técnicos e designou a baixa tropical como 14U, embora a agência inicialmente previsse que só se intensificaria em um ciclone de categoria 1 antes do landfall. O JTWC atualizou o sistema parcialmente exposto a um ciclone tropical e o designou como 13P no início de 18 de fevereiro, que também previu que se intensificaria ligeiramente. Em 09Z, o BoM informou que a baixa tropical se intensificou em um ciclone tropical de categoria 1 e o nomeou Marcia, pois começou a seguir para sudoeste ao longo da periferia noroeste de uma cordilheira subtropical de camada baixa a média.
Quando Marcia se intensificou para um ciclone tropical de categoria 2 às 00:00 UTC em 19 de fevereiro, desenvolveu um nublado denso central com uma parede ocular em consolidação devido ao enfraquecimento do cisalhamento vertical do vento. Graças ao fluxo muito bom para os pólos nos ventos de oeste, Marcia sofreu uma rápida intensificação e formou um olho claro, tornando-se um ciclone tropical severo de categoria 3 às 05:00 UTC e um sistema de categoria 4 às 08:00 UTC. Logo depois, virou para o sul ao longo da periferia oeste de uma cordilheira subtropical e atingiu o pico de intensidade às 18:00 UTC como um ciclone tropical severo de categoria 5 com ventos máximos sustentados de 10 minutos a 205 km/h (125 mph), apresentando um 35 muito bem definido km (20 milhas) olho. Mantendo a força, Marcia atingiu a costa perto de Shoalwater Bay às 22:00 UTC (08:00 AEST em 20 de fevereiro).
Em 20 de fevereiro, apesar do bom escoamento em direção aos pólos, o Marcia começou a seguir para sudeste ao longo da periferia oeste da cordilheira subtropical e enfraqueceu rapidamente devido à interação com a terra e ao aumento do cisalhamento vertical do vento, mas o JTWC emitiu o aviso final durante o pôr do sol. O sistema enfraqueceu para um ciclone de categoria 3 às 13:00 AEST (03:00 UTC), perdeu a intensidade do ciclone tropical severo às 17:00 AEST (07:00 UTC) e até enfraqueceu para um ciclone de categoria 1 às 20:00 AEST (10:00 UTC). O boletim técnico final do BoM de Marcia indicou que o ciclone finalmente enfraqueceu para uma baixa tropical às 15:00 UTC (01:00 AEST em 21 de fevereiro), com a estrutura assimétrica do vento e observações inexpressivas.
O ex-ciclone tropical chegou ao Mar de Coral vindo da costa sudeste de Queensland em 21 de fevereiro. O JTWC monitorou Marcia novamente em 22 de fevereiro e afirmou que o sistema havia se tornado subtropical com ventos fortes sustentados, quando a temperatura da superfície do mar (SST) era de aproximadamente 25 ºC; além disso, as imagens de satélite também revelaram um centro de circulação de baixo nível (LLCC) amplo e exposto com convecção profunda deslocada sobre a periferia sudeste do LLCC. Embora tenha se desviado para o norte sobre o SST mais quente mais tarde, não conseguiu se intensificar, mas enfraqueceu ainda mais. Em 27 de fevereiro, Marcia entrou na área responsável do Serviço Meteorológico de Fiji como um sistema de baixa pressão fraco. Os remanescentes foram completamente absorvidos em um vale em 1º de março.

## Estatísticas de tempestade

Marcia fazendo landfall sobre Queensland, Austrália

Velocidades do vento registradas
| Localização da estação | Hora ( AEST )          | Ventos sustentados de 10 minutos (km/h) | rajada de 3 segundos (km/h) | Pressão (hPa) |
| ---------------------- | ---------------------- | --------------------------------------- | --------------------------- | ------------- |
| Recife de Creal        | 18h, 19 de fevereiro   | 146                                     | 189                         | 977,8         |
| Ilha de Middle Percy   | 04:00, 20 de fevereiro | 156                                     | 208                         | 970,2         |
| Samuel Hill            |                        | 98                                      | 170                         | 977,3         |
| sim                    | 12h, 20 de fevereiro   | 120                                     | 156                         | 985,4         |
| Rockhampton            | 15h, 20 de fevereiro   | 82                                      | 113                         | 985,5         |

## Preparações

### Queensland
Antes da tempestade de categoria 5 atingir a costa, a Premier de Queensland, Annastacia Palaszczuk, afirmou que o sudeste de Queensland não deveria esperar uma repetição de janeiro de 2011. Além disso, os especialistas em resgate de enchentes e as equipes do Serviço de Emergência do Estado de Queensland (SES) auxiliaram nos preparativos para a tempestade e ficaram de prontidão. Os conselhos locais ofereceram sacos de areia aos residentes que provavelmente seriam afetados pelas enchentes. Após o desembarque, o Comitê de Recuperação de Desastres de Queensland se reuniu. Mais de 800 pessoas se abrigaram no Yeppoon Cyclone Shelter, o abrigo mais ao sul de Queensland, localizado dentro do terreno da Yeppoon State High School. As cidades e aldeias próximas tomaram suas próprias precauções para se proteger. As chuvas mais fortes foram registradas nos rios Don e Dee e Callide Creek na área do rio Fitzroy, onde até 300 milímetros de chuva foram registrados em um período de 6 a 8 horas durante a tarde e a noite de 20 de fevereiro.

## Impacto e consequências

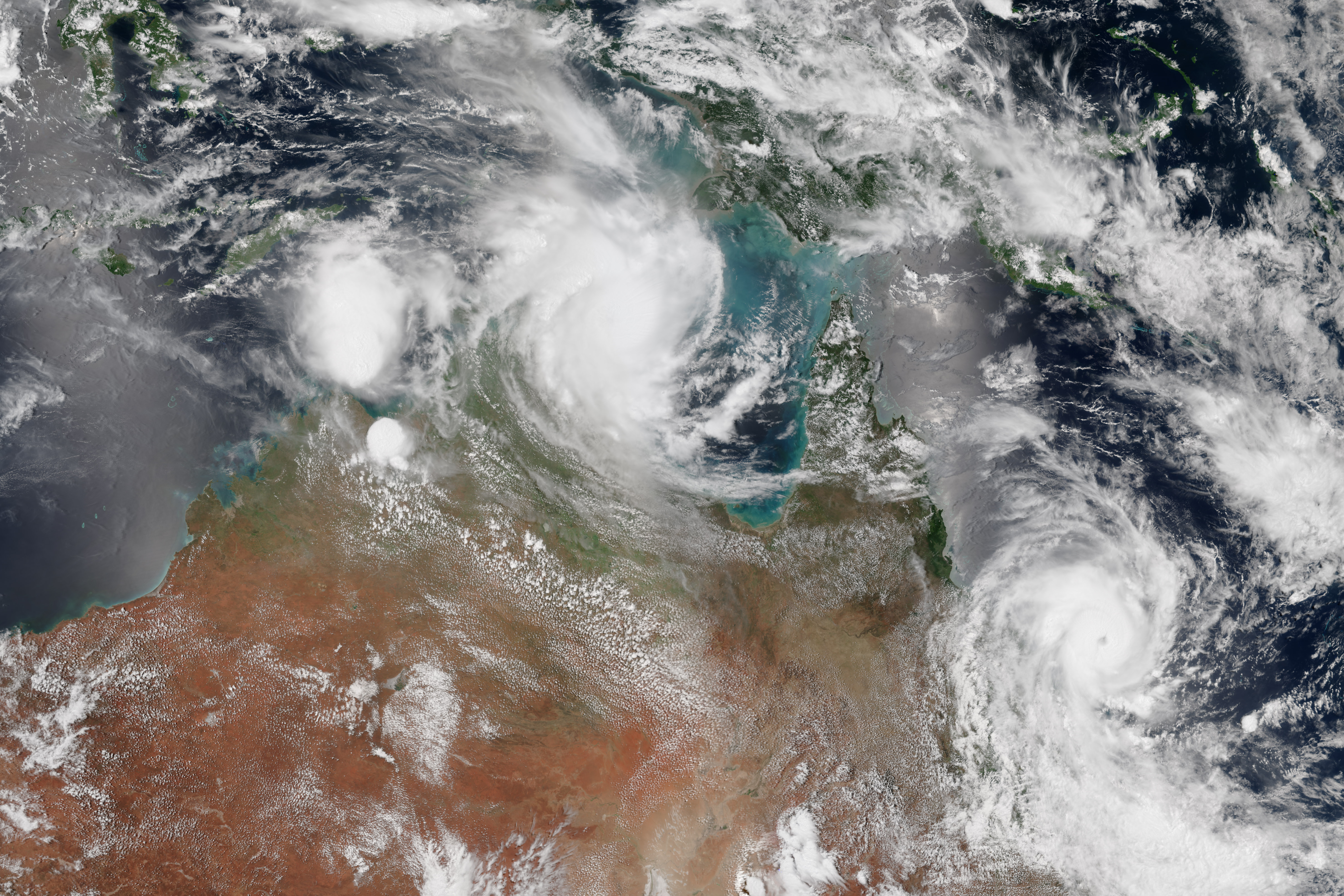
Imagem de satélite de Lam (topo central) e Marcia (à direita) fazendo aterrissagens quase simultâneas

O Sistema Global de Alerta e Coordenação de Desastres emitiu um alerta às 06:00 UTC de 20 de fevereiro informando que até 92.000 pessoas foram afetadas por ventos de categoria 1 ou superior.
Mais de 60.000 casas ficaram sem energia em Yeppoon, Rockhampton e Bundaberg quando a tempestade se moveu para o sul. Quase 3.000 pessoas solicitaram assistência do SES – incluindo 800 no centro de Queensland. Danos estruturais significativos ocorreram na área de Yeppoon e ao longo da Costa de Capricórnio, com várias casas tendo os telhados arrancados e as paredes derrubadas. Meses depois, as casas ainda estão permanentemente danificadas. Danos estruturais também ocorreram em Rockhampton e nos municípios de Marmor e Mount Larcom. A chuva forte caiu em várias regiões e as autoridades evacuaram moradores da pequena cidade de Jambin, a sudoeste de Rockhampton, devido a inundações localizadas que também afetaram Biloela. Danos totais em Queensland chegaram a A$ 750 milhões (US$ 587 milhão).
As velocidades do vento observadas foram menores do que os ventos máximos sustentados analisados, que foram estimados usando a Técnica Dvorak Avançada. O Bureau foi criticado por continuar a relatar as estimativas de ADT mesmo depois que velocidades reais de vento mais baixas foram registradas, principalmente por Jennifer Marohasy, da Central Queensland University. O International Wind Hazard Danos Assessment Group também expressou preocupação, dizendo "Uma comunidade que recebe um relatório de velocidade do vento super-representado pode ter potencial para complacência na preparação ou construção de padrões no futuro." O BOM rejeitou as críticas, afirmando que a Ilha Percy não estava localizada na região de maior velocidade do vento. O chefe da agência, Robb Webb, também rejeitou as alegações de que o BOM havia confiado apenas na modelagem, observando que a agência trabalhou com o US Joint Typhoon Warning Center para prever a força da tempestade. O ciclone ainda é oficialmente classificado pela agência como categoria 5.

### Aposentadoria
Devido ao seu impacto, o Australian Bureau of Meteorology retirou o nome Marcia. Posteriormente, foi substituído por Mingzhu em outubro de 2016.